# 三塩化アンチモン
三塩化アンチモン（さんえんかアンチモン）は、化学式が SbCl3 で表される無機化合物である。 

## 合成
金属アンチモンに乾いた塩素ガスを作用させると得られる。 
{\displaystyle {\ce {2Sb\ + 3 Cl2 -> 2SbCl3}}}

## 性質
錬金術師たちは「アンチモンのバター (butter of antimony)」と呼んでいた。常温常圧下では無色の柔らかい固体で、刺激性の悪臭を持つ。ジクロロメタン、ベンゼン、アセトンに可溶。水に触れると加水分解し、塩化水素を発生しながらオキシ塩化アンチモンとなる。
{\displaystyle {\ce {SbCl3\ + H2O -> SbOCl\ + 2HCl}}}
ルイス酸としての性質を示し、塩化物イオン {\displaystyle {\ce {Cl^-}}} と反応して付加体 {\displaystyle {\ce {[SbCl5]^{2-}}}} を作る。この錯体のブチルアンモニウム塩は固体状態で、ジグザグ状に −Cl−Sb−Cl−Sb−構造が連なった構造をとる。
ビタミンAや類似のカロテノイドの検出試薬として用いられ、その方法はカール・プライス反応 (Carr-Price reaction) あるいはカール・プライス試験と呼ばれる。塩化アンチモン(III) はカロテノイドと反応させると青色の錯体を形成するので、これを比色分析によって測定する。